# روشنایی‌ها
«روشنایی‌ها» (انگلیسی: Lights) ترانه‌ای ضبط شده در دو زبان کره‌ای و ژاپنی از گروه پسرانهٔ کره‌ای بی‌تی‌اس برای چهارمین آلبوم ژاپنی‌زبان آنها به نام نقشه روح: ۷ ~ سفر ~ (۲۰۲۰) است. این ترانه به صورت یک تک‌آهنگ دابل ای-ساید همراه با ورژن ژاپنی «پسری با عشق» در ۳ ژوئیه ۲۰۱۹ توسط یونیورسال میوزیک ژاپن منتشر شد. این ترانه، به عنوان نخستین تک‌آهنگ ژاپنی اریجینال پس از آهنگ «برف بلوری» از سال ۲۰۱۷ بود. ترانه‌سرایی و تهیه‌کنندگی این آهنگ بر عهدهٔ سانی بوی، یوهی، و یوتی‌ای بوده‌است. از نظر موسیقایی، «روشنایی‌ها» یک بالاد احساسی قدرتمند الکتروپاپ با استایل موسیقی رقص به همراه یک باس‌لاین و توالی آکورد پیانو است.

## اعتبارات و پرسنل
اعتبارات برگرفته از تیدال است.
- بی‌تی‌اس –  وکال اصلی
- یوتی‌ای –  تهیه‌کننده، ترانه‌سرا، گیتار، کیبورد، ویرایش دیجیتال، سینث‌سایزر، پرسنل استودیو
- دی.او.آی. –  مهندسی میکس، پرسنل استودیو
- سانی بوی –  ترانه‌سرا
- یوهی –  ترانه‌سرا
- جونگ‌کوک –  همخوان
- جیمین –  همخوان
- پی‌داگ –  مهندسی ضبط، تنظیم وکال، پرسنل استودیو
- جونگ وو یونگ –  مهندسی ضبط، پرسنل استودیو
- پارک جین سه –  مهندسی ضبط، پرسنل استودیو
- کی‌ام-مارکیت –  تنظیم وکال
- ماسایا وادا –  تنظیم وکال

## جدول‌ها
| جدول (۲۰۱۹)                                  | بالاترین موقعیت |
| -------------------------------------------- | --------------- |
| آلبوم‌های بین‌المللی کرواسی (اچ‌دی‌یو)           | ۳               |
| ۱۸                                           |                 |
| ژاپن هات ۱۰۰ (بیلبورد ژاپن)                  | ۱               |
| ژاپن (اوریکون)                               | ۱               |
| آهنگ‌های داغ نیوزیلند (آرام‌ان‌زد)              | ۱۰              |
| اسکاتلند (اوسی‌سی)                            | ۷۳              |
| ۸۰                                           |                 |
| آهنگ‌های دیجیتال جهانی ایالات متحده (بیلبورد) | ۱               |

| جدول (۲۰۱۹)                 | موقعیت |
| --------------------------- | ------ |
| ژاپن (اوریکون)              | ۶      |
| ژاپن هات ۱۰۰ (بیلبورد ژاپن) | ۱۸     |

## تاریخچهٔ انتشار
| کشور  | تاریخ        | قالب(ها)              | نسخه         | ناشر      | منابع  |
| ----- | ------------ | --------------------- | ------------ | --------- | ------ |
| مختلف | ۳ ژوئیه ۲۰۱۹ | دانلود دیجیتال استریم | نسخه عادی    | یونیورسال | [ ۱۵ ] |
| ژاپن  | ۵ ژوئیه ۲۰۱۹ | سی‌دی تک‌آهنگ           | نسخه عادی    | یونیورسال | [ ۱۶ ] |
| ژاپن  | ۵ ژوئیه ۲۰۱۹ | سی‌دی + دی‌وی‌دی         | نسخه محدوو A | یونیورسال | [ ۱۷ ] |
| ژاپن  | ۵ ژوئیه ۲۰۱۹ | سی‌دی + دی‌وی‌دی         | نسخه محدود B | یونیورسال | [ ۱۸ ] |
| ژاپن  | ۵ ژوئیه ۲۰۱۹ | سی‌دی + بوک‌لت          | نسخه محدود C | یونیورسال | [ ۱۹ ] |